# ميثاق الخلافة المتبادل

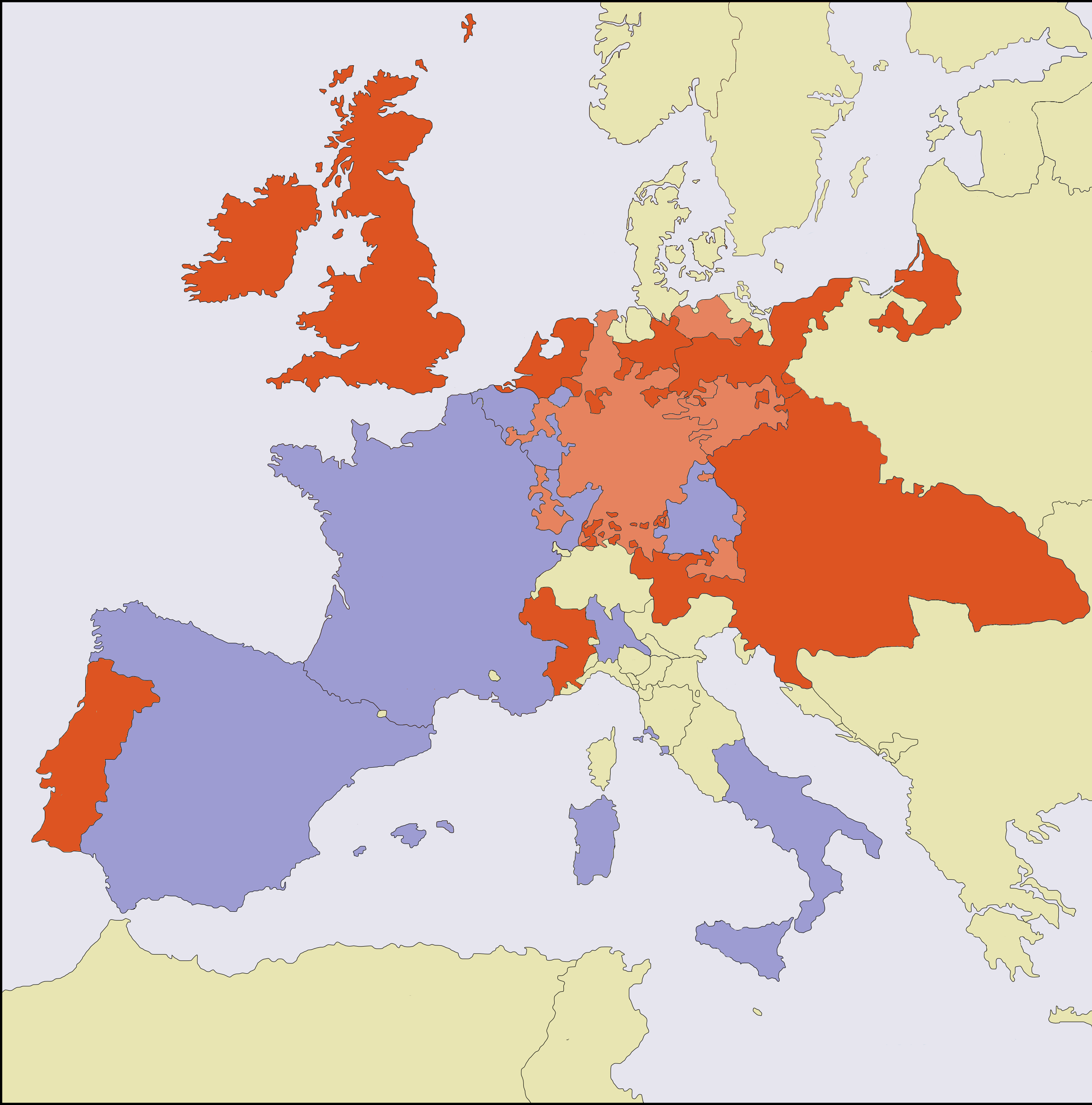

ميثاق الخلافة المتبادل (اللاتينية:Pactum Mutuae Successionis) كان اتفاق سري في 1703 بين الأرشيدوقين يوزف الأول وشقيقه كارل السادس في المستقبل الأباطرة الرومانية المقدسة.
ومع عام 1700 انقضى خط الأكبر من آل هابسبورغ مع وفاة كارلوس الثاني ملك إسبانيا دون ورثة وتبع ذلك حرب الخلافة الإسبانية بحيث طالب لويس الرابع عشر ملك فرنسا تيجان الإسباني لحفيده فيليب، في حين الإمبراطور ليوبولد الأول ادعى العرش لابنه الأصغر كارل، تم وضع الميثاق بمناسبة رحيل كارل إلى إسبانيا، واشترط أن تكون المطالبة أراضي هابسبورغ إسبانيا من نصيب كارل، في حين تكون بقيت أراضي هابسبورغ من نصيب الشقيق الأكبر يوزف، وبالتالي سيؤدي إلى انقسام آل هابسبورغ مرة أخرى إلى خطين، وأيضا حدد الميثاق خلافة للأخوة: فكلاهما سيخلفه وريثه الذكر، وإذا لم ينجب أحدهما ذكوراً فسيخلفه الأخر على جميع ممتلكاته، ومع ذلك في حال وفاة كلاهما دون أبناء ذكور، فإن بنات يوزف الأول تكون لها الأسبقية على بنات كارل، وبذلك ستصعد ابنة يوزف الأول الكبرى على كل عروش هابسبورغ.
في 1705 توفي ليوبولد الأول وخلفه ابنه يوزف الأول وبعد ستة سنوات توفي هو الأخر مخلفاً ورائه ابنتين ماريا يوزفا وماريا أماليا، قد حال كارل دون جدوى القتال من أجل التيجان الإسباني وبذلك عاد إلى فيينا، ووفقاً للميثاق أصبحت ماريا يوزفا الوريثة الإفتراضية للعروش هابسبورغ في تلك اللحظة وتليها شقيقة الصغرى ماريا أماليا، ومع ذلك اعرب كارل السادس عن رغبته في تعديل الميثاق قربياً من أجل إعطاء بناته في المستقبل الأسبقية على بنات شقيقه، وفي 9 أبريل 1713 بـ جلسة سرية للمجلس أعلن كارل عن تغييراته في الميثاق.
وقد حل محل هذا الميثاق مرسوم عملي في 1713 والذي أصدره كارل لضمان خلافته لبناته اللتان لم يلدن بعد، وبذلك يعود التاج إلى ماريا تيريزا (مواليد 1717) بدلا من ماريا يوزفا ابنة يوزف الكبرى.